# Effect (tijdschrift)
Effect is een Nederlands beleggingsblad. Het blad verscheen voor het eerst in de jaren zeventig en omvat artikelen met betrekking tot de macro-economie, sectoranalyses en interviews met bestuurders van Nederlandse beursgenoteerde ondernemingen en Nederlandse politici. In het blad staan columns van onder andere de directeur van de VEB Paul Koster en hoogleraar corporate governance Paul Frentrop. Effect is een uitgave van de VEB en is aangesloten bij H.O.I.. Sinds oktober 2015 is Patrick Beijersbergen hoofdredacteur van Effect.

## Geschiedenis
Het beleggingsblad werd in de eerst helft van het jaar 1977 opgericht als orgaan van de Vereniging van Effectenbezitters (VEB). Naar aanleiding van de invoering van de euro verscheen het blad drieëntwintig jaar later onder de naam €ffect. In 2004 werden er cosmetische wijzigingen aan het cover van het blad aangebracht en verscheen het beleggingsblad weer onder de oorspronkelijke titel met als ondertitel 'grootste onafhankelijke beleggersmagazine'. Drie jaar later kwam deze ondertitel te vervallen, werden nogmaals cosmetische wijzigingen aan het cover van het blad aangebracht en kreeg Effect een nieuwe indeling. Sinds de fusie tussen de VEB en de Amsterdamse NCVB in 2010 wordt het blad door de fusievereniging VEB NCVB uitgebracht.